# 強電

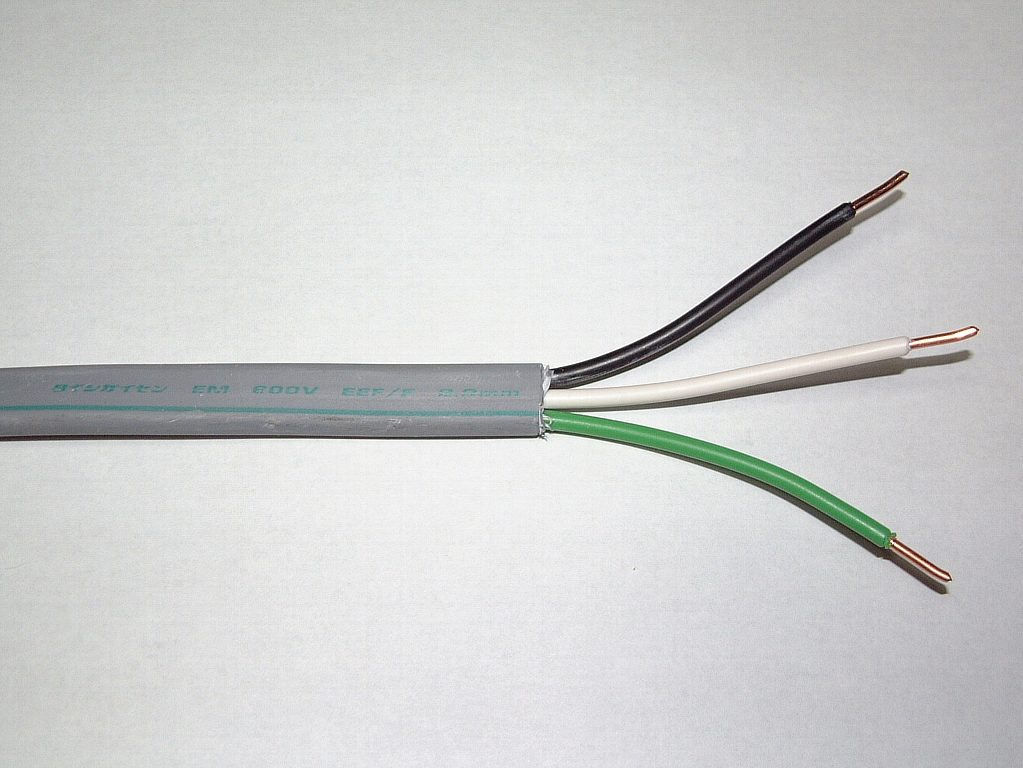
屋内配線用EM-EEFケーブル

強電（きょうでん）とは電気（電力）の利用方法として、エネルギー（動力）としての分野を指す語である。対義語は弱電。工学の分野としては（弱電が電子工学に対応するのに対し）電気工学が対応する。

## 概要
強電は、電力を消費して動作する機器の動力源として電気を供給すること、ないしその供給に供される経路のことで、特に電力を供給する電線を強電線などともよぶ。建物付帯の設備としての強電線では、素材が同じなら断面積が広いほうが電気抵抗が下がることもあり、一度備え付けられたら曲げなど柔軟性を考慮する必要が無いため、単芯線の硬いケーブルが使われ、更に壁から各々の機器には柔軟ではあるが電力需要に応じたケーブルが使われる。特に大電力を消費する機器では、キャブタイヤケーブルなど特別頑丈なケーブルが選択される。
今日電力は文明のあるほとんどの地域で便利な動力源として照明・冷暖房からモーターを動かすことによる運動を利用する機器など、様々な形で利用されており、それらの利便性を提供する機器に電力を供給することが、強電の範疇である。ちなみに、通信や各種機器制御用の電気信号を伝える経路が弱電の範疇である。

## 強電の考え方
強電は、漏電などの形で他に漏れれば感電などの危険がある電流を、安全に扱うことに主眼があると言っても過言ではなく、そのため「どうしたら安全に電気を扱えるか」という観点から、搬送路の補強や漏電対策、あるいは電気回路に過剰な電流が流れジュール熱などによる発熱で火災を起こさないようにするなどの対応が図られる。
特に大きな電流は、電気回路を発熱させ、絶縁体のうち合成樹脂など耐熱温度の低い素材の機能を損なわせ、そこから漏電するなどして他に被害を波及させ、また経年劣化（風化など）によって絶縁が損なわれていった場合に、目に付かない箇所で問題を発生させる傾向にある。
これらトラブルの抑止策として、予め電気回路に過剰な電流が流れると真っ先に破断して電気回路を遮断してしまう機構を組み込む様式もあり、ヒューズはその典型的な「わざと破損することで他の回路を保護する」機能を発揮する装置である。ただヒューズは問題箇所を修理してもヒューズを部品として交換しないと復旧できないこともあり、配線用遮断器など電磁石やバイメタルとラッチ機構で機械的に電力スイッチを自ら切断し、安全確認後は手動操作で復旧可能な装置も利用されている。